# Lenora (Kansas)
Lenora és una població dels Estats Units a l'estat de Kansas. Segons el cens del 2000 tenia 306 habitants.

## Demografia
Segons el cens del 2000, Lenora tenia 306 habitants, 141 habitatges, i 83 famílies. La densitat de població era de 246,1 habitants/km².
Dels 141 habitatges en un 21,3% hi vivien nens de menys de 18 anys, en un 49,6% hi vivien parelles casades, en un 5,7% dones solteres, i en un 41,1% no eren unitats familiars. En el 38,3% dels habitatges hi vivien persones soles el 19,9% de les quals corresponia a persones de 65 anys o més que vivien soles. El nombre mitjà de persones vivint en cada habitatge era de 2,17 i el nombre mitjà de persones que vivien en cada família era de 2,88.
Per edats la població es repartia de la següent manera: un 21,6% tenia menys de 18 anys, un 6,2% entre 18 i 24, un 27,5% entre 25 i 44, un 22,2% de 45 a 60 i un 22,5% 65 anys o més.
L'edat mediana era de 42 anys. Per cada 100 dones de 18 o més anys hi havia 106,9 homes.
La renda mediana per habitatge era de 32.500 $ i la renda mediana per família de 39.250 $. Els homes tenien una renda mediana de 27.361 $ mentre que les dones 18.875 $. La renda per capita de la població era de 15.426 $. Entorn del 2,2% de les famílies i el 7,3% de la població estaven per davall del llindar de pobresa.

## Poblacions més properes
El següent diagrama mostra les poblacions més properes.